# Karl Schröder (Politiker, 1897)

Karl Schröder

Karl Schröder (* 8. Februar 1897 im Forsthaus Braunhirsch bei Schlochau; † nach 1936) war ein deutscher Politiker (NSDAP).

## Leben

### Frühe Jahre
Nach dem Besuch der Volksschule, der Präparande und eines Lehrerseminars nahm Schröder von 1915 bis 1918 am Ersten Weltkrieg teil, in dem er an der Ost- und Westfront eingesetzt wurde. 

### Weimarer Republik und NS-Zeit
Nach dem Ersten Weltkrieg war Schröder von 1919 bis 1933 für die Reichsbahn tätig.
In den frühen 1920er Jahren begann Schröder sich in Kreisen der extremen politischen Rechten zu engagieren: In den Jahren 1920 bis 1923 gehörte er dem Deutsch-völkischen Schutz- und Trutzbund an. In den Jahren 1923 bis 1927 fungierte er als Kreisleiter der Nationalsozialistischen und Deutschvölkischen Freiheitsbewegung. Seit 1928 übernahm er dasselbe Amt sowie das Amt eines Gauinspekteurs in der NSDAP. Öffentliche Ämter bekleidete Schröder seit er 1925 Mitglied des Kreistags und des Kreisausschusses sowie stellvertretendes Mitglied des Provinzialausschusses wurde. 1929 folgte seine Wahl in die Stadtverordnetenversammlung von Schlochau. 1933 wurde Schröder Vorsteher der Stadtverordnetenversammlung und 1. Kreisdeputierter seiner Heimat. Im September 1933 folgte seine Ernennung zum stellvertretenden Landrat in Schlochau.
Am 8. April 1933 zog Schröder als Nachrücker für den ausgeschiedenen Abgeordneten Karl Litzmann in den nationalsozialistischen Reichstag ein, in dem er zunächst bis zum November 1933 den Wahlkreis 5 (Frankfurt an der Oder) vertrat, um anschließend bis zum März 1936 den Wahlkreis 4 (Potsdam I) zu vertreten.
Bei der Reichstagswahl am 29. März 1936 kandidierte Schröder erneut für einen Abgeordnetensitz, erhielt aber kein Mandat mehr.
1935/36 amtierte Schröder als Nachfolger von Anton Hauk Landrat im Kreis Züllichau-Schwiebus und wurde 1935 zum Preußischen Provinzialrat ernannt.

### Ungeklärter Verbleib
Schröders Schicksal nach dem Ende des Zweiten Weltkriegs in nicht mit Gewissheit geklärt. Ein Karl Schröder mit Geburtsjahr 1897 (genauere Personendaten wurden nicht erhoben), der aufgrund seiner aktiven NSDAP-Mitgliedschaft verhaftet worden war, wurde aber nachweislich am 14. Juli 1945 als Gefangener im NKWD-Lager Nr. 9 bei Neubrandenburg eingeliefert. Dieser Karl Schröder verstarb dort am 25. Februar 1947 und wurde auf dem Kriegsgefangenenfriedhof Fünfeichen beigesetzt.